# ひらけい
ひらけいは、日本の漫画家。

## 経歴
26歳のとき、小田島平計名義で岩手県から第1回ガリョキンProに応募し、ラブコメ部門努力賞を受賞。
『ジャンプGIGA』（集英社） 2016 vol.1 - 3にかけて『青の列島 札幌・九月』（原作：附田祐斗）を作画担当で短期集中連載する。
『少年ジャンプ+』（集英社）2017年3月21日・22日に『国家製造計画』（原作：矢萩隼人）前後編の作画を担当する。
『少年ジャンプ＋』2017年8月28日より9月1日まで『小春日和』（原作：矢萩）を作画担当で短期集中連載する。 
『少年ジャンプ＋』2018年2月3日より12月22日まで『シンマイ新田イズム』（原作：上野祥吾）を作画担当で連載する。
『姫様“拷問”の時間です』（原作：春原ロビンソン）を『少年ジャンプ＋』2019年4月2日より作画担当で連載中。

## 評価
- ガリョキンProの講評で審査員の小畑健から「完成度」と「キャラ」の「動き」「しぐさ」が評価された[2]。